# Mani Hoffman
 (août 2013).
Si vous disposez d'ouvrages ou d'articles de référence ou si vous connaissez des sites web de qualité traitant du thème abordé ici, merci de compléter l'article en donnant les références utiles à sa vérifiabilité et en les liant à la section « Notes et références ».
Mani Hoffman est un auteur-compositeur-interprète et producteur de musique français.
En 2001, il collabore au projet The Supermen Lovers. Il écrit notamment les paroles de Starlight avec Guillaume Atlan, et interprète la chanson. Ce tube lui permit de se produire un peu partout dans le monde entier pendant 2 ans. 
Il collabore ensuite avec de nombreux artistes, notamment avec Toby Smith (fondateur du groupe Jamiroquaï), avec lequel il compose des titres pour Pop Idol (équivalent de Nouvelle Star).
En 2007, il forme le groupe Mani avec Tony Le Guern (clavier et arrangeur) et ses amis d'enfance Ben Durand (basse) et Stan Augris (batterie) qui faisaient partie du groupe Mainstreet. Pac (guitare) les rejoint par la suite. 
En 2009, il écrit et interprète des chansons pour la bande originale du film RTT. Il participe également à la composition de la bande originale de la série Zak, diffusée sur Orange Cinéma Séries depuis novembre 2011.
Le 30 janvier 2012, le groupe Mani sort son premier album intitulé Heroes of Today, dont le premier single est Bang Bang. Il est produit par le label communautaire My Major Company.

## Discographie
- 2000 - School - Ain't no love
- 2000 - Bel Amour -KLR records Produced By Franck Keller .
- 2001 - Shade of Soul et Mani Hoffman - Our Music
- 2001 - The Supermen Lovers et Mani Hoffman - Starlight
- 2002 - The Supermen Lovers et Mani Hoffman - The Player - Intro
- 2002 - The Supermen Lovers et Mani Hoffman - The Player - Material World
- 2002 - School - If
- 2002 - Shade of Soul et Mani Hoffman - Nu Stance
- 2002 - Work for Beauty - The Thing
- 2003 - Mani Hoffman & The Milk Brothers - Don't Stop
- 2003 - Troublemen et Sidney - Deep in My Soul
- 2005 - Frank Roger et Mani Hoffman - Right make It Right
- 2005 - DJ Fudge et Mani Hoffman - Keep On
- 2006 - DJ Fudge et Mani Hoffman - Chasing Love
- 2006 - DJ Fudge et Mani Hoffman - Nightglows
- 2006 - DJ Flex et Mani Hoffman - Getaway
- 2006 - Jealousy - Lucy
- 2007 - Jealousy - Sing
- 2008 - DJ Fudge et Mani Hoffman - Liv & Love
- 2008 - Beat Assailant et Mani Hoffman & JRF - Better Than Us
- 2009 - Frank Roger et Mani Hoffman - Dangerous Girl
- 2009 - MM's et Mani Hoffman - RTT (B.O.F) - Where Do You Go?
- 2009 - MM's et Mani Hoffman - RTT (B.O.F) - It Is You
- 2009 - MM's et Mani Hoffman - RTT (B.O.F) - You're the Kinda Girl
- 2010 - Avi Elman & Danny J et Mani Hoffman - Love is Not For Hire
- 2011 - Idan K & The Movement of Rhythm et Mani Hoffman - Better Man
- 2012 - DJ Fudge & Ezel et Mani Hoffman - Call My Name
- 2012 - Teleka & MM's et Mani, The Foreign Beggars & Reemstarr - Legacy
- 2012 - Union et Mani Hoffman - Baby Mama
- 2012 - Petula Clark et Mani - Une chose à la fois
- 2012 - Combostar et Mani Hoffman – Free
- 2012 - Alex Kassel et Mani Hoffman - Put your money where your mouth is
- 2012 - Les Voix de l'enfant - Je reprends ma route
- 2012 - Ash Alexander & Franck Fossey et Mani Hoffman - Let it be Christmas Day (Let Today Be The Day)
- 2013 - Génération Goldman volume 2 - Nos mains
- 2013 - Amandine Bourgeois, Merwan Rim & Mani Hoffman - Génération Goldman vol. 2 - Un, deux, trois
- 2014 - Witness - Better Half
- 2014 - Witness - No Eyez 2 Dance
- 2014 - Mani Hoffman - Big Shots
- 2014 - Qatar 2015 Official Anthem - Live It
- 2015 - Maxime Lebidois et Mani Hoffman - On voulait tout casser (B.O.F) - Hang On
- 2015 - Maxime Lebidois, Mani Hoffman, Vice Verses et Rob Flow - Feel Good
- 2015 - Mani Hoffman et The Leons - Le Transporteur: Héritage (B.O.F) - Rabid Animals

Entre 2011 et 2013, voir la discographie de Mani